# آدم كونلي
آدم كونلي (بالإنجليزية: Adam Conley)‏ هو لاعب كرة قاعدة أمريكي، ولد في 24 مايو 1990 في ريدموند في الولايات المتحدة.

## وصلات خارجية
- آدم كونلي على موقع دوري كرة القاعدة الرئيسي (الإنجليزية)
- آدم كونلي على موقع الدوري الياباني لكرة القاعدة (الإنجليزية)
- آدم كونلي على موقعبيزبول رفرنس.كوم (الدوري الرئيسي) (الإنجليزية)
- آدم كونلي على موقعبيزبول رفرنس.كوم (الدوري الثانوي) (الإنجليزية)
- آدم كونلي على موقع إي إس بي إن.كوم (أم.أل.بي) (الإنجليزية)
- آدم كونلي على موقع مشجعي الرسوم البيانية (الإنجليزية)